# Monts Sountar-Khayata
Les monts Sountar-Khayata (russe : Сунтар-Хаята, iakoute : Сунтаар Хайата) sont un massif granitique qui forme la frontière méridionale de la république de Sakha avec le kraï de Khabarovsk.
L'autoroute R504 la traverse dans le nord à Kyubeme.

## Géographie

### Topographie
Ce massif s'étend sur 450 à 550 km sur une largeur moyenne de 60 km,. Son point culminant est le mont Mous-Khaïa (2 959 m) dans la république de Sakha. Le mont Berill, avec une altitude de 2 933 m, est le sommet le plus élevé du massif dans le kraï de Khabarovsk. Le mont Khakandya est un sommet ultra-proéminent (2 615 m).
Les monts Sountar-Khayata sont un prolongement sud-est des monts de Verkhoïansk, considéré comme un massif distinct jusqu'au XXe siècle, de même que la chaîne de Skalisty (2 017 m) et le Sette Daban (2 017 m) au sud-ouest. Le plateau de Youdoma-Maïa s'étend au sud de cette chaîne et le plateau de la haute Kolyma, au nord-est.
Le système du Suntar-Khayata comprend plusieurs unités, dont les monts des Khalka, les monts de Net-Taga, le massif de la Youdoma et les monts Kukhtuy.

### Hydrographie

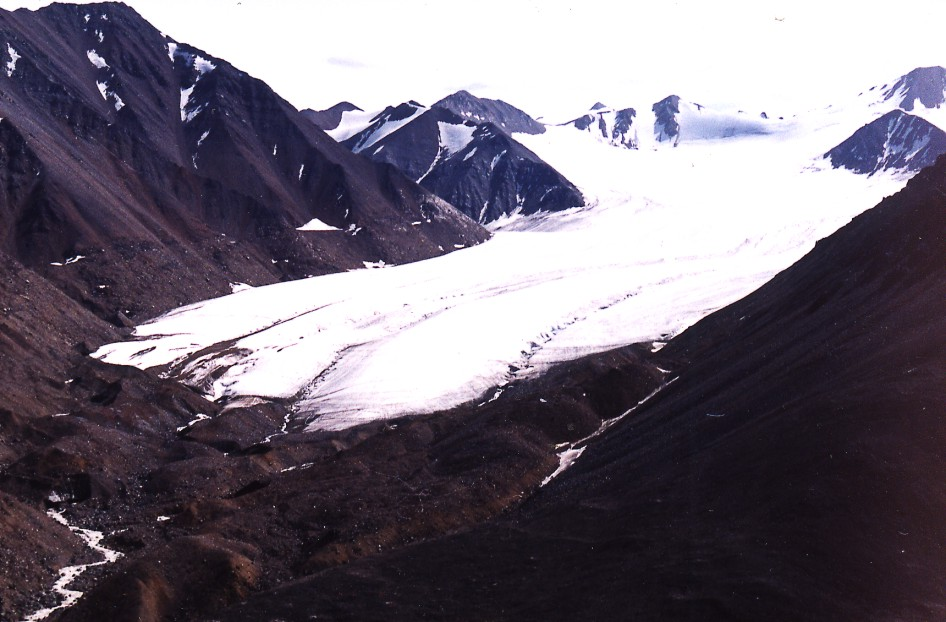
Glacier du Sountar-Khayata.

La chaîne de Sountar-Khayata dessine la ligne de partage des eaux entre l’Aldan, les bassins de la Léna et de l’Indiguirka (qui se déversent dans l'océan Arctique), et la mer d'Okhotsk.
Plusieurs grandes rivières prennent leur source dans cette chaîne de montagne : le Tyry, Tompo, l’Allakh-Ioun et la Youdoma, pour le bassin de la Léna ; le Khastakh, Kouydousoun et le Taryn-Youryakh pour le bassin de l’Indiguirka ; le Koulou pour le bassin de la Kolyma, alors que l’Okhota, l’Oulbeïa, l’Inya, le Kukhtuy et l’Iana se déversent dans la mer d'Okhotsk.
La chaîne comprend les glaciers les plus méridionaux de tout l'Extrême-Orient russe, Kamtchatka mis à part.

### Faune et flore
Sur les coteaux les plus élevés, les forêts de mélèzes alternent avec la toundra.
Une faible population de Cincle de Pallas (Cinclus pallasi) hiberne lorsque les printemps sont cléments. Les oiseaux s'alimentent en rivière lorsque la température de l'air tombe en-dessous de −55 °C.

### Géologie
Les strates de cette formation géologique remontent au Jurassique supérieur : les fossiles de dinosaures qu'on y trouve sont caractéristiques de cette période.
En République de Sakha, on a mis au jour des vestiges de Carnosauria, peut-être à rattacher aux Coelurosaures, ceux de Sauropodes rattachés aux Camarasauridae, et ceux de Theropoda.
| Dinosaures de la série de Sountar | Dinosaures de la série de Sountar | Dinosaures de la série de Sountar | Dinosaures de la série de Sountar | Dinosaures de la série de Sountar |
| Genre                             | Espèce                            | Présence                          | Images                            |                                   |
| --------------------------------- | --------------------------------- | --------------------------------- | --------------------------------- | --------------------------------- |
| Stégosaure                        | Stegosaurus sp.                   | République de Sakha, Russie.      |                                   |                                   |